# アーサー・バーグハート
アーサー・バーグハート（Arthur Burghardt, 1947年8月29日 - ）は、アメリカ合衆国の男性声優、俳優。

## 出演作品

### テレビアニメ
- G.I.ジョー（デストロ、アイスバーグ、ストーカー）
- 戦え!超ロボット生命体トランスフォーマー （巨人兵デバスター）
- トランスフォーマー ザ・ムービー（巨人兵デバスター）
- ぎゃあ!!!リアル・モンスターズ（バンドバン・ビッグフット）
- スーパー・ロボット・モンキー・チーム・ハイパーフォース GO!（代将・ゲーム・マスター）